# Chattanooga Classic
O Chattanooga Classic foi um torneio masculino de golfe no PGA Tour, que foi realizado entre os anos de 1986 e 1992. Foi disputado no Valleybrook Country Club em Hixson, Tennessee, de 1983 até 1991, e no Council Fire Golf & Country Club em Chattanooga, Tennessee. Foi criado em 1983 sob o nome Michelob-Chattanooga Gold Cup Classic e, entre 1983 e 1985, fazia parte da "Tournament Players Series" do PGA Tour. Em 1986, foi disputado na frente do U.S. Open e, embora o prêmio monetário seja considerado oficial, a vitória não. De 1987 até 1990, foi disputado na frente do NEC World Series of Golf e, entre 1991 e 1992, foi disputado na frente do British Open.

## Campeões
| Ano                 | Campeão             | País                | Resultado           | Par                 | Margem              | Campeão(ões)               |
| Chattanooga Classic | Chattanooga Classic | Chattanooga Classic | Chattanooga Classic | Chattanooga Classic | Chattanooga Classic | Chattanooga Classic        |
| ------------------- | ------------------- | ------------------- | ------------------- | ------------------- | ------------------- | -------------------------- |
| 1992                | Mark Carnevale      | Estados Unidos      | 269                 | −19                 | 2 tacadas           | Ed Dougherty Dan Forsman   |
| 1991                | Dillard Pruitt      | Estados Unidos      | 260                 | −20                 | 2 tacadas           | Lance Ten Broeck           |
| 1990                | Peter Persons       | Estados Unidos      | 260                 | −20                 | 2 tacadas           | Richard Zokol              |
| 1989                | Stan Utley          | Estados Unidos      | 263                 | −17                 | 3 tacadas           | Ray Stewart                |
| Provident Classic   |                     |                     |                     |                     |                     |                            |
| 1988                | Phil Blackmar       | Estados Unidos      | 264                 | −16                 | Playoff             | Payne Stewart              |
| 1987                | John Inman          | Estados Unidos      | 265                 | −15                 | 1 tacada            | Bill Glasson Rocco Mediate |

Provident Classic
- 1986 Brad Faxon (vitória não oficial, prêmio oficial)
- 1985 Billy Pierot (Tournament Players Series)
- 1984 David Canipe (Tournament Players Series)

Michelob-Chattanooga Gold Cup Classic
- 1983 Jim Dent (Tournament Players Series)